# Radio Exterior de España
Radio Exterior de España (REE) és un mitjà de radiodifusió dependent de Radio Nacional de España (RNE) que té encomanada la transmissió en ona curta, satèl·lit i Internet de programes per als espanyols que es troben fora i per als estrangers interessats per Espanya.
L'emissora de ràdio va reprendre les emissions d'ona curta el 18 de desembre de 2014, com a servei complementari, dirigit gairebé exclusivament a hispanoparlants. Des de llavors, les emissions s'han fet en diverses llengües estrangeres, després de les fortes protestes dels pescadors espanyols, que no podien rebre emissions per satèl·lit al mar.
Radio Exterior de España va celebrar el seu 80è aniversari el març de 2022. Han passat més de vuit dècades des d'aquella primera emissió, durant les quals l'emissora ha continuat la seva tasca de servei públic.
Cada hora, explica l'actualitat d'Espanya i de la resta del món en els seus aspectes socials, culturals i polítics, explicada des de Madrid pels Serveis Informatius de Ràdio Nacional d'Espanya (RNE). A més, Radio Exterior de España té una amplíssima oferta de programes en castellà, entre els quals cal destacar l'emissió d'espais destinats a l'aprenentatge de la llengua, al turisme, a la música, a l'esport, a la mar, a la solidaritat, a la ciència o la medicina.
Als oients en altres llengües (anglès, francès, àrab, rus, portuguès i sefardita), Radio Exterior de España els informa cada hora sobre l'actualitat d'Espanya i dels esdeveniments internacionals, oferint una visió general de la vida i la cultura espanyola.

## Programació
- Graella de programació.

## Programes
- Llista de programes.